# 욕망의 법칙
《욕망의 법칙》(스페인어: La ley del deseo)은 1987년 개봉한 스페인의 드라마 영화이다. 페드로 알모도바르가 감독과 각본을 맡았다.

## 출연
- 유세비오 폰셀라
- 카르멘 마우라
- 안토니오 반데라스
- 미구엘 몰리나